# Concha Romero
Concepción Romero Pineda (Puebla del Río, 3 de enero de 1945), conocida como Concha Romero es una dramaturga y guionista cinematográfica española.

## Biografía
Desde muy joven por su afición al teatro se integró en el Grupo de Teatro Universitario de Sevilla. Se licenció en Filología Clásica en la Universidad de Salamanca, se trasladó a vivir a Madrid y en esta ciudad estudió Arte Dramático (interpretación) en la Escuela de Cinematografía de Madrid. Paralelamente a su actividad en la enseñanza como profesora de latín en varios institutos de Madrid, escribió obras de teatro, principalmente drama histórico y guiones de televisión y cine, en especial con la directora de cine Cecilia Bartolomé. Su primera pieza dramática fue Un olor a ámbar (1983) basada en la disputa entre dos pueblos por las reliquias de Santa Teresa, fue estrenada en 1985 por un grupo de teatro independiente en la Universidad de Madrid. En 1988 publicó Las bodas de una princesa, sobre el matrimonio entre los Reyes Católicos. Otra obra titulada Un maldito beso (1989), plantea las miserias de las relaciones de pareja.

## Obras
- Vámonos, Bárbara, 1978. Guion de cine[4][5][6][7]
- Disfraces, 1978. Guion de cine
- Un olor a ámbar. Madrid: La Avispa, 1983. Teatro[8]
- Las bodas de una princesa. Madrid: Lucerna, 1988. Teatro
- Un maldito beso, 1989. Teatro
- Juego de reinas, 1989. Teatro[9]
- ¿Tengo razón o no?, 1989. Teatro
- Así aman los dioses. Madrid: Ediciones Clásicas, 1991. Teatro. ISBN 10: 8478820205ISBN 13: 9788478820207